# Talking Dead
«Talking Dead» (вимовляється «Токін-дед») — афтер-шоу, що виходить по неділях у прямому ефірі, одразу після нового епізоду телесеріалу «Ходячі мерці» (англ. The Walking Dead). Назва — гра слів із назвою серіалу, що обговорюється: («І мертві говорять»).
Зазвичай у студії зустрічаються ведучий Кріс Гардвік і кілька запрошених гостей. Під час передачі гості шоу відповідають на запитання телеглядачів і обговорюють останній епізод серіалу.

## Про передачу

Talking Dead Highlights: афтер-шоу після виходу епізоду 8.01, 2018 рік

Прем'єра першої серії відбулася 16 жовтня 2011 року, після виходу презентації про другий сезон «Ходячі мерці». У телешоу Кріс Гардвік обговорює останній епізод із гостями — шанувальниками телесеріалу «Ходячі мерці». Актори серіалу також з'являються на ток-шоу.
На «Talking Dead» обговорюються смерті персонажів в останньому епізоді, проходять різні онлайн-опитування, показуються зйомки за кадром, також гості відповідають на запитання шанувальників, які задаються по телефону, у Facebook, у Twitter, у Reddit або на офіційному сайті «Talking Dead».

## Гості шоу

### Перший сезон (2011—2012)
- Випуск 1 — Петтон Освальт (англ. Patton Oswalt), Джеймс Ґанн (англ. James Gunn), Роберт Кіркман (англ. Robert Kirkman) (включення)
- Випуск 2 — Браян Посен (англ. Brian Posehn), Роберт Кіркман (англ. Robert Kirkman)
- Випуск 3 — Феліція Дей (англ. Felicia Day), Джон Гідер (англ. Jon Heder), Ґейл Енн Герд (англ. Gale Anne Hurd)
- Випуск 4 — Метт Моґк (англ. Matt Mogk), Метт Бессер (англ. Matt Besser), Стівен Ян (англ. Steven Yeun), Лорен Коен (англ. Lauren Cohan) (включення)
- Випуск 5 — Аїша Тайлер (англ. Aisha Tyler), Майкл Рукер (англ. Michael Rooker)
- Випуск 6 — Кевін Сміт (англ. Kevin Smith), Пол Ф. Томпкінс (англ. Paul F. Tompkins)
- Випуск 7 — Грег Нікотеро (англ. Greg Nicotero), Роберт Кіркман (англ. Robert Kirkman), Норман Рідус (англ. Norman Reedus), Лорі Голден (англ. Laurie Holden), Еліс Купер (англ. Alice Cooper) (телефоном)
- Випуск 8 — Дейв Наварро (англ. Dave Navarro), Ґлен Маззара (англ. Glen Mazzara)
- Випуск 9 — Стівен Ян (англ. Steven Yeun), Пейджет Брюстер (англ. Paget Brewster)
- Випуск 10 — Майкл Зеґен (англ. Michael Zegen), Кевін Сміт (англ. Kevin Smith), Скотт Вілсон (англ. Scott Wilson)
- Випуск 11 — Грег Нікотеро (англ. Greg Nicotero), Скотт Ян (англ. Scott Ian), Дена Ґульд (англ. Dana Gould)
- Випуск 12 — Лорен Коен (англ. Lauren Cohan), Захарі Лівай (англ. Zachary Levi)
- Випуск 13 — Роберт Кіркман (англ. Robert Kirkman), Ґлен Маззара (англ. Glen Mazzara), Лорі Голден (англ. Laurie Holden), Фред Армісен (англ. Fred Armisen) (телефоном)

### Другий сезон (2012—2013)
- Випуск 1 — Ґлен Маззара (англ. Glen Mazzara), Данай Гуріра
- Випуск 2 — Віл Вітон, Нік Гомес (англ. Nick Gomez)
- Випуск 3 — Девід Алперт (англ. David Alpert), Бабек Фердосі (англ. Bobak Ferdowsi)
- Випуск 4 — Айрон Сінґлтон, Ґейл Енн Герд (англ. Gale Anne Hurd)
- Випуск 5 — Грег Нікотеро (англ. Greg Nicotero), Делтон Росс (англ. Dalton Ross)
- Випуск 6 — Джоел Медден, Сара Сілверман (англ. Sarah Silverman)
- Випуск 7 — СМ Панк, Івет Ніколь Браун (англ. Yvette Nicole Brown)
- Випуск 8 — Роберт Кіркман (англ. Robert Kirkman), Деймон Лінделоф
- Випуск 9 — Кевін Сміт (англ. Kevin Smith), Стівен Ян (англ. Steven Yeun)
- Випуск 10 — Роберт Кіркман (англ. Robert Kirkman), Джо Манґаньєлло (англ. Joe Manganiello), Лью Темпл (англ. Lew Temple). Музичний гість: Baby Bee
- Випуск 11 — Ретта (англ. Retta), Скотт Едсіт (англ. Scott Adsit), Емілі Кінні (англ. Emily Kinney)
- Випуск 12 — Аїша Тайлер (англ. Aisha Tyler), Скотт Портер (англ. Scott Porter)
- Випуск 13 — Кіґен-Майкл Кі (англ. Keegan-Michael Key), Елайза Душку, Лорен Коен (англ. Lauren Cohan). Музичний гість: Джеймі Н. Коммонз (англ. Jamie N Commons)
- Випуск 14 — Кумейл Нанджіані, Тодд Макфарлейн, Лорі Голден (англ. Laurie Holden). Музичний гість: Voxhaul Broadcast
- Випуск 15 — Реджі Воттс (англ. Reggie Watts), Грег Нікотеро (англ. Greg Nicotero), Девід Морріссі (англ. David Morrissey), Майкл Рукер (англ. Michael Rooker)
- Випуск 16 — Норман Рідус (англ. Norman Reedus), Івет Ніколь Браун (англ. Yvette Nicole Brown), Чед Коулмен (англ. Chad L. Coleman)

### Третій сезон (2013—2014)
- Випуск 1 — Скотт М. Ґімпл (англ. Scott M. Gimple), Натан Філліон
- Випуск 2 — Дуґ Бенсон (англ. Doug Benson), Грег Нікотеро (англ. Greg Nicotero), Гейлі Вільямс
- Випуск 3 — Ґейл Енн Герд (англ. Gale Anne Hurd), Джек Осборн (англ. Jack Osbourne), Мерилін Менсон
- Випуск 4 — Кріс Джеріко, Ґілліан Джейкобс
- Випуск 5 — Адам Севідж, Брекін Меєр
- Випуск 6 — Айк Барінгольц (англ. Ike Barinholtz), Девід Морріссі (англ. David Morrissey)
- Випуск 7 — Пол Шеєр (англ. Paul Scheer), Фред Армісен (англ. Fred Armisen), Хосе Пабло Кантільйо (англ. Jose Pablo Cantillo)
- Випуск 8 — Роберт Кіркман (англ. Robert Kirkman), Лорен Коен (англ. Lauren Cohan), Скотт Вілсон (англ. Scott Wilson)
- Випуск 9 — Грег Нікотеро (англ. Greg Nicotero), Данай Гуріра
- Випуск 10 — Джо Кернен (англ. Joe Kernen), Джим Ґеффіґен (англ. Jim Gaffigan), Аленна Мастерсон (англ. Alanna Masterson)
- Випуск 11 — Майкл Кадлітц, Мінді Калінг
- Випуск 12 — Норман Рідус (англ. Norman Reedus), Емілі Кінні (англ. Emily Kinney), Джей Бі Смув (англ. J. B. Smoove)
- Випуск 13 — Лорен Коен (англ. Lauren Cohan), Соніква Мартін-Ґрін (англ. Sonequa Martin-Green)
- Випуск 14 — Мелісса Макбрайд, СМ Панк, Івет Ніколь Браун (англ. Yvette Nicole Brown)
- Випуск 15 — Джош Макдерміт (англ. Josh McDermitt), Стівен Ян (англ. Steven Yeun)
- Випуск 16 — Ендрю Лінкольн, Скотт М. Ґімпл (англ. Scott M. Gimple)

### Четвертий сезон (2014—2015)
- Випуск 1 — Грег Нікотеро (англ. Greg Nicotero), Скотт М. Ґімпл (англ. Scott M. Gimple), Конан О'Браєн
- Випуск 2 — Метт Джонс (англ. Matt L. Jones), Чед Коулмен (англ. Chad L. Coleman)
- Випуск 3 — Слеш, Мері-Лінн Райскаб (англ. Mary Lynn Rajskub), Ендрю Вест
- Випуск 4 — Емілі Кінні (англ. Emily Kinney), Ана Ґестеєр (англ. Ana Gasteyer), Джон Барроумен
- Випуск 5 — Майкл Кадлітц, Джош Макдерміт (англ. Josh McDermitt), Ґейл Енн Герд (англ. Gale Anne Hurd)
- Випуск 6 — СМ Панк, Івет Ніколь Браун (англ. Yvette Nicole Brown), Тайлер Джеймс Вільямс (англ. Tyler James Williams)
- Випуск 7 — Пол Ф. Томпкінс (англ. Paul F. Tompkins), Крістіан Серратос, Соніква Мартін-Ґрін (англ. Sonequa Martin-Green)
- Випуск 8 — Кіґен-Майкл Кі (англ. Keegan-Michael Key), Роберт Кіркман (англ. Robert Kirkman), Емілі Кінні (англ. Emily Kinney)
- Випуск 9 — Грег Нікотеро (англ. Greg Nicotero), Чед Коулмен (англ. Chad L. Coleman)
- Випуск 10 — Робін Лорд Тейлор, Сет Ґільям (англ. Seth Gilliam), Лорен Коен (англ. Lauren Cohan)
- Випуск 11 — Пол Фейґ (англ. Paul Feig), Данай Гуріра
- Випуск 12 — Аленна Мастерсон (англ. Alanna Masterson), Тімоті Сімонс (англ. Timothy Simons), Деніз Гут (англ. Denise Huth)
- Випуск 13 — Кевін Сміт (англ. Kevin Smith), Росс Маркванд (англ. Ross Marquand), Александра Брекенрідж (англ. Alexandra Breckenridge)
- Випуск 14 — Стівен Ян (англ. Steven Yeun), Джош Макдерміт (англ. Josh McDermitt), Тайлер Джеймс Вільямс (англ. Tyler James Williams)
- Випуск 15 — Чендлер Ріґґз (англ. Chandler Riggs), Івет Ніколь Браун (англ. Yvette Nicole Brown), Ґейл Енн Герд (англ. Gale Anne Hurd)
- Випуск 16 — Норман Рідус (англ. Norman Reedus), Мелісса Макбрайд, Ленні Джеймс (англ. Lennie James)

### П'ятий сезон (2015—2016)

#### «Ходячі мерці» (6 сезон)
- Випуск 1 — Скотт М. Ґімпл (англ. Scott M. Gimple), Грег Нікотеро (англ. Greg Nicotero), Ітан Ембрі (англ. Ethan Embry)
- Випуск 2 — Кевін Сміт (англ. Kevin Smith), Пол Беттані, Кайтлін Нейкон (англ. Katelyn Nacon)
- Випуск 3 — Івет Ніколь Браун (англ. Yvette Nicole Brown), Деймон Лінделоф
- Випуск 4 — Ленні Джеймс (англ. Lennie James), Джон Керрол Лінч (англ. John Carroll Lynch), Джош Ґад
- Випуск 5 — Александра Брекенрідж (англ. Alexandra Breckenridge), Захарі Лівай (англ. Zachary Levi)
- Випуск 6 — Майкл Рукер (англ. Michael Rooker), Пейджет Брюстер (англ. Paget Brewster), Дуґ Бенсон (англ. Doug Benson)
- Випуск 7 — Кен Джонг, Ґейл Енн Герд (англ. Gale Anne Hurd), Стівен Ян (англ. Steven Yeun), Скотт М. Ґімпл (англ. Scott M. Gimple)
- Випуск 8 — Джейсон Александер, Роберт Кіркман (англ. Robert Kirkman), Това Фельдшух (англ. Tovah Feldshuh)
- Випуск 9 — Керрі Андервуд, Грег Нікотеро (англ. Greg Nicotero), Бенедикт Семюел (англ. Benedict Samuel)
- Випуск 10 — Данай Гуріра, Остін Ніколз (англ. Austin Nichols), Натан Філліон, Івет Ніколь Браун (англ. Yvette Nicole Brown)
- Випуск 11 — Том Пейн (англ. Tom Payne), Кід Каді, Лорен Коен (англ. Lauren Cohan)
- Випуск 12 — Аленна Мастерсон (англ. Alanna Masterson), Росс Маркванд (англ. Ross Marquand), Джей Бі Смув (англ. J. B. Smoove)
- Випуск 13 — Пол Фейґ (англ. Paul Feig), Мелісса Макбрайд, Аліша Вітт (англ. Alicia Witt)
- Випуск 14 — Крістіан Серратос, Джош Макдерміт (англ. Josh McDermitt), Ґреґ Раєвскі (англ. Greg Raiewski)
- Випуск 15 — Івет Ніколь Браун (англ. Yvette Nicole Brown), Деніз Гут (англ. Denise Huth), Соніква Мартін-Ґрін (англ. Sonequa Martin-Green)
- Випуск 16 — Норман Рідус (англ. Norman Reedus), Скотт М. Ґімпл (англ. Scott M. Gimple), Роберт Кіркман (англ. Robert Kirkman), Джеффрі Дін Морган

#### «Бійся, як мертві підуть» (сезон 2)
- Випуск 17 — Кліф Кертіс (англ. Cliff Curtis), Дейв Еріксон (англ. Dave Erickson), Hozier
- Випуск 18 — Кім Діккенс, Лу Даймонд Філіпс (англ. Lou Diamond Phillips), Лінді Ґрінвуд (англ. Lyndie Greenwood)
- Випуск 19 — Кріс Джеріко, Лоренцо Джеймс Генрі (англ. Lorenzo James Henrie), Мішель Енг (англ. Michelle Ang)
- Випуск 20 — Івет Ніколь Браун (англ. Yvette Nicole Brown), Кольман Домінго (англ. Colman Domingo)
- Випуск 21 — Алісія Дебнем-Кері (англ. Alycia Debnam-Carey), Джессі Маккартні, Деніел Дзоватто
- Випуск 22 — Мерседес Мейсон (англ. Mercedes Mason), Джим Ґеффіґен (англ. Jim Gaffigan), Тамера Морі (англ. Tamera Mowry)
- Випуск 23 — Ґейл Енн Герд (англ. Gale Anne Hurd), Кліф Кертіс (англ. Cliff Curtis), Марлен Форте (англ. Marlene Forte), Рубен Бледз (англ. Rubén Blades)
- Випуск 24 — Кім Діккенс, Дейв Еріксон (англ. Dave Erickson), Данай Гарсія (англ. Danay García)
- Випуск 25 — Кім Діккенс, Мішель Енг (англ. Michelle Ang), Ітан Ембрі (англ. Ethan Embry)
- Випуск 26 — Джона Рей (англ. Jonah Ray), Келлі Блац (англ. Kelly Blatz), Карен Бетзейб (англ. Karen Bethzabe)
- Випуск 27 — Реджі Воттс (англ. Reggie Watts), Данай Гарсія (англ. Danay García), Пол Кальдерон (англ. Paul Calderón)
- Випуск 28 — Мерседес Мейсон (англ. Mercedes Mason), Ділан Спрейберрі (англ. Dylan Sprayberry), Девід Алперт (англ. David Alpert)
- Випуск 29 — Дрю Скотт (англ. Drew Scott), Лоренцо Джеймс Генрі (англ. Lorenzo James Henrie), Елізабет Родрігес (англ. Elizabeth Rodriguez)
- Випуск 30 — Роберт Кіркман (англ. Robert Kirkman), Алісія Дебнем-Кері (англ. Alycia Debnam-Carey), Лоренцо Джеймс Генрі (англ. Lorenzo James Henrie), Мішель Енг (англ. Michelle Ang) (включення)

### Шостий сезон (2016—17)

#### «Ходячі мерці» (7 сезон)
- Випуск 1 — Ендрю Лінкольн, Норман Рідус (англ. Norman Reedus), Стівен Ян (англ. Steven Yeun), Лорен Коен (англ. Lauren Cohan), Данай Гуріра, Майкл Кадлітц, Соніква Мартін-Ґрін (англ. Sonequa Martin-Green), Джош Макдерміт (англ. Josh McDermitt), Крістіан Серратос, Росс Маркванд (англ. Ross Marquand), Джеффрі Дін Морган, Роберт Кіркман (англ. Robert Kirkman), Скотт М. Ґімпл (англ. Scott M. Gimple)
- Випуск 2 — Дена Ґульд (англ. Dana Gould), Хлоя Беннет, Хері Пейтон (англ. Khary Payton)
- Випуск 3 — Скотт Окерман (англ. Scott Aukerman), Крістін Євангеліста (англ. Christine Evangelista)
- Випуск 4 — Лу Даймонд Філіпс (англ. Lou Diamond Phillips), Рон Фанчіз (англ. Ron Funches), Девід Алперт (англ. David Alpert)
- Випуск 5 — Кевін Сміт (англ. Kevin Smith), Ксандер Берклі, Том Пейн (англ. Tom Payne)
- Випуск 6 — Аленна Мастерсон (англ. Alanna Masterson), Джона Рей (англ. Jonah Ray), Кассандра Петерсон
- Випуск 7 — Чендлер Ріґґз (англ. Chandler Riggs), Джош Хоммі (англ. Josh Homme), Ґейл Енн Герд (англ. Gale Ann Hurd)
- Випуск 8 — Норман Рідус (англ. Norman Reedus), Роберт Кіркман (англ. Robert Kirkman), Остін Ніколз (англ. Austin Nichols)
- Випуск 9 — Грег Нікотеро (англ. Greg Nicotero), Хері Пейтон (англ. Khary Payton), Деанжело Вільямс (англ. DeAngelo Williams)
- Випуск 10 — Купер Ендрюс (англ. Cooper Andrews), Сет Ґільям (англ. Seth Gilliam), Полліанна Макінтош (англ. Pollyanna McIntosh)
- Випуск 11 — Джош Макдерміт (англ. Josh McDermitt), Остін Амеліо (англ. Austin Amelio), Ліл Джон
- Випуск 12 — Івет Ніколь Браун (англ. Yvette Nicole Brown), Деніз Гут (англ. Denise Huth)
- Випуск 13 — Ленні Джеймс (англ. Lennie James) (включення), Скотт М. Ґімпл (англ. Scott M. Gimple), Майкл Рукер (англ. Michael Rooker), Карл Макінен (англ. Karl Makinen)
- Випуск 14 — Крістіан Серратос, Стевен Оґґ (англ. Steven Ogg), Джош Макдерміт (англ. Josh McDermitt)
- Випуск 15 — Аленна Мастерсон (англ. Alanna Masterson), Лорен Коен (англ. Lauren Cohan), Бренден Орбен-Ґріґґз (англ. Brandenn Orban-Griggs), Джил Робі (англ. Jill Robi)
- Випуск 16 — Норман Рідус (англ. Norman Reedus), Скотт М. Ґімпл (англ. Scott M. Gimple), Джеффрі Дін Морган, Соніква Мартін-Ґрін (англ. Sonequa Martin-Green), Майкл Кадлітц

#### «Бійся, як мертві підуть» (сезон 3)
- Випуск 17 — Кліф Кертіс (англ. Cliff Curtis), Алісія Дебнем-Кері (англ. Alycia Debnam-Carey), Дейв Еріксон (англ. Dave Erickson)
- Випуск 18 — Алісія Дебнем-Кері (англ. Alycia Debnam-Carey), Кріс Салліван (англ. Chris Sullivan)
- Випуск 19 — Рубен Бледз (англ. Rubén Blades), Дрю Скотт (англ. Drew Scott), Джессі Боррего (англ. Jesse Borrego)
- Випуск 20 — Данай Гарсія (англ. Danay García), Сем Андервуд (англ. Sam Underwood), Ніколь «Снукі» Поліцці (англ. Snooki)
- Випуск 21 — Ґейл Енн Герд (англ. Gale Anne Hurd), Дейтон Каллі (англ. Dayton Callie), Девід «Сінбад» Аткінсон (англ. David «Sinbad» Adkins)
- Випуск 22 — Кім Діккенс, Майкл Ґрейайз (англ. Michael Greyeyes), Мішель Енг (англ. Michelle Ang), Мерседес Мейсон (англ. Mercedes Mason)
- Випуск 23 — Мішель Енг (англ. Michelle Ang), Івет Ніколь Браун (англ. Yvette Nicole Brown)
- Випуск 24 — Мішель Енг (англ. Michelle Ang), Лісандра Тена (англ. Lisandra Tena)
- Випуск 25 — Мерседес Мейсон (англ. Mercedes Mason), Ніл Перрі (англ. Neil Perry), Сем Андервуд (англ. Sam Underwood)
- Випуск 26 — Алісія Дебнем-Кері (англ. Alycia Debnam-Carey), Аїша Тайлер (англ. Aisha Tyler)
- Випуск 27 — Ліза Едельштейн (англ. Lisa Edelstein), Рубен Бледз (англ. Rubén Blades), Мерседес Мейсон (англ. Mercedes Mason)
- Випуск 28 — Кім Діккенс, Кольман Домінго (англ. Colman Domingo)

### Сьомий сезон (2017—18)

#### «Ходячі мерці» (8 сезон)
- Випуск 1 — актори: Ендрю Лінкольн, Норман Рідус (англ. Norman Reedus), Лорен Коен (англ. Lauren Cohan), Чендлер Ріґґз (англ. Chandler Riggs), Данай Гуріра,Мелісса Макбрайд, Ленні Джеймс (англ. Lennie James), Аленна Мастерсон (англ. Alanna Masterson), Джош Макдерміт (англ. Josh McDermitt), Крістіан Серратос, Сет Ґільям (англ. Seth Gilliam), Росс Маркванд (англ. Ross Marquand), Джеффрі Дін Морган, Остін Амеліо (англ. Austin Amelio), Том Пейн (англ. Tom Payne), Xander Berkeley, Хері Пейтон (англ. Khary Payton), Стевен Оґґ (англ. Steven Ogg), Кайтлін Нейкон (англ. Katelyn Nacon), Полліанна Макінтош (англ. Pollyanna McIntosh); виконавчі продюсери: Скотт М. Ґімпл (англ. Scott M. Gimple), Роберт Кіркман (англ. Robert Kirkman), Грег Нікотеро (англ. Greg Nicotero), Ґейл Енн Герд (англ. Gale Ann Hurd), Девід Алперт (англ. David Alpert); колишні актори: Соніква Мартін-Ґрін (англ. Sonequa Martin-Green), Емілі Кінні (англ. Emily Kinney), Скотт Вілсон (англ. Scott Wilson), Айрон Сінґлтон, Майкл Рукер (англ. Michael Rooker); надіслали відеоповідомлення: Стівен Ян (англ. Steven Yeun), Сара Вейн Келліс
- Випуск 2 — Скотт М. Ґімпл (англ. Scott M. Gimple), Кріс Салліван (англ. Chris Sullivan), Аленна Мастерсон (англ. Alanna Masterson), Том Пейн (англ. Tom Payne) (включення)
- Випуск 3 — Норман Рідус (англ. Norman Reedus), Росс Маркванд (англ. Ross Marquand), Джордан Вудс Робінсон (англ. Jordan Woods-Robinson), Хуан Ґабріель Пареха (англ. Juan Gabriel Pareja)
- Випуск 4 — Роберт Кіркман (англ. Robert Kirkman), Ліл Джон, Хері Пейтон (англ. Khary Payton), Купер Ендрюс (англ. Cooper Andrews) (включення)
- Випуск 5 — Стевен Оґґ (англ. Steven Ogg), Дезус Найс (англ. Desus Nice), Ліза Едельштейн (англ. Lisa Edelstein)
- Випуск 6 — Мелісса Макбрайд, Кевін Сміт (англ. Kevin Smith), Аві Неш (англ. Avi Nash)
- Випуск 7 — Джош Макдерміт (англ. Josh McDermitt), Остін Амеліо (англ. Austin Amelio), David Mazouz
- Випуск 8 — Скотт М. Ґімпл (англ. Scott M. Gimple), Хері Пейтон (англ. Khary Payton), Івет Ніколь Браун (англ. Yvette Nicole Brown)
- Випуск 9 — Грег Нікотеро (англ. Greg Nicotero), Чендлер Ріґґз (англ. Chandler Riggs)
- Випуск 10 — Роберт Кіркман (англ. Robert Kirkman), Росс Маркванд (англ. Ross Marquand), Кайтлін Нейкон (англ. Katelyn Nacon)
- Випуск 11 — Деніз Гут (англ. Denise Huth), Стів Ейджі (англ. Steve Agee), Р. Кіт Гарріс (англ. R. Keith Harris)
- Випуск 12 — Ендрю Вест, Івет Ніколь Браун (англ. Yvette Nicole Brown), Джейн Аткінсон (англ. Jayne Atkinson)
- Випуск 13 — Аленна Мастерсон (англ. Alanna Masterson), Джейсон Дуглас (англ. Jason Douglas)
- Випуск 14 — Полліанна Макінтош (англ. Pollyanna McIntosh), Рон Фанчіз (англ. Ron Funches), Джошуа Мікель (англ. Joshua Mikel), Хері Пейтон (англ. Khary Payton)
- Випуск 15 — Крістіан Серратос, Стевен Оґґ (англ. Steven Ogg), Ешлі Вейдмен (англ. Ashley Weidman), Сет Роген (телефоном)

#### Кросовер«Ходячі мерці» / «Бійся, як мертві підуть»
- Випуск 16 — Ендрю Лінкольн, Ленні Джеймс (англ. Lennie James), Джеффрі Дін Морган, Данай Гарсія (англ. Danay García), Ґаррет Діллагант (англ. Garret Dillahunt), Роберт Кіркман (англ. Robert Kirkman), Скотт М. Ґімпл (англ. Scott M. Gimple)

#### «Бійся, як мертві підуть» (сезон 4)
- Випуск 17 — Кім Діккенс, Кевін Зеґерс (англ. Kevin Zegers)
- Випуск 18 — Данай Гарсія (англ. Danay García), Ендрю Чембліс (англ. Andrew Chambliss), Ієн Ґолдберґ (англ. Ian B. Goldberg), Івен Ґембл (англ. Evan Gamble)
- Випуск 19 — Меггі Грейс, Себастіан Соцци (англ. Sebastian Sozzi), Джона Рей (англ. Jonah Ray)
- Випуск 20 — Дженна Ельфман (англ. Jenna Elfman), Івет Ніколь Браун (англ. Yvette Nicole Brown)
- Випуск 21 — Ґаррет Діллагант (англ. Garret Dillahunt), Ґейл Енн Герд (англ. Gale Anne Hurd), Лайтс (англ. Lights)
- Випуск 22 — Мішель Енг (англ. Michelle Ang), Кевін Зеґерс (англ. Kevin Zegers)
- Випуск 23 — Алісія Дебнем-Кері (англ. Alycia Debnam-Carey), Мішель Енг (англ. Michelle Ang), Кім Діккенс
- Випуск 24 — Ієн Ґолдберґ (англ. Ian B. Goldberg), Данай Гарсія (англ. Danay García), Івет Ніколь Браун (англ. Yvette Nicole Brown)
- Випуск 25 — Ендрю Чембліс (англ. Andrew Chambliss), Дебора Джой Вінянс (англ. Deborah Joy Winans), Мерседес Мейсон (англ. Mercedes Mason)
- Випуск 26 — Дрю Скотт (англ. Drew Scott), Мо Коллінз (англ. Mo Collins), Деріл Мітчелл (англ. Daryl Mitchell)
- Випуск 27 — Мішель Енг (англ. Michelle Ang), Дженна Ельфман (англ. Jenna Elfman), Ліза Едельштейн (англ. Lisa Edelstein)
- Випуск 28 — Мішель Енг (англ. Michelle Ang), Данай Гарсія (англ. Danay García)
- Випуск 29 — Тоня Пінкінс (англ. Tonya Pinkins), Лу Даймонд Філіпс (англ. Lou Diamond Phillips), Девід «Сінбад» Аткінсон (англ. David «Sinbad» Adkins)
- Випуск 30 — Дженна Ельфман (англ. Jenna Elfman), Мо Коллінз (англ. Mo Collins), Аарон Стенфорд
- Випуск 31 — Ленні Джеймс (англ. Lennie James), Ендрю Чембліс (англ. Andrew Chambliss), Ієн Ґолдберґ (англ. Ian B. Goldberg), Меггі Грейс, Скотт М. Ґімпл (англ. Scott M. Gimple)